# Бобовкин, Михаил Викторович
Михаил Викторович Бобовкин (род. 13 февраля 1961, Волгоград) — российский учёный-юрист, специалист в области криминалистики и судебной экспертизы, профессор Московского университета МВД России имени В.Я. Кикотя, доктор юридических наук (2006), профессор (2012), Заслуженный юрист Российской Федерации (2023).
Проходил службу в органах внутренних дел СССР и РФ с 1981 по 2021 год. В 1987 году закончил обучение в ВСШ МВД СССР на факультете подготовки экспертов-криминалистов. Работал экспертом, старшим экспертом Среднеуральского УВДТ. В 1990 году переведен на службу в ВСШ МВД СССР, в ходе которой прошел все ступени преподавательской работы и исполнял обязанности по охране общественного порядка и безопасности при чрезвычайных обстоятельствах в Нагорном Карабахе.
С 2013 года – профессор кафедры исследования документов учебно-научного комплекса судебной экспертизы Московского университета МВД России имени В.Я. Кикотя.
М.В. Бобовкин – ведущий специалист России в области криминалистического исследования документов. Опубликовал более 160 научных и учебно-методических работ. Является автором, соавтором, рецензентом всех современных учебников по судебному почерковедению. Разработчик криминалистической диагностики психопатологии письма – одного из приоритетных направлений криминалистики и судебной экспертологии. Его личный вклад в развитие этой области знаний обеспечил формирование специальной научной школы в России. Является членом Международного конгресса криминалистов. Имеет государственные награды, ведомственные и юбилейные награды МВД России, занесен в число ведущих ученых в энциклопедию криминалистики. Является членом-корреспондентом Российской Академии Естествознания.
С 2007 года член диссертационных советов Д 203.003.01 и ДС 203.007.01 на базе Волгоградской академии МВД России. С 2016 года – в составе объединенного диссертационного совета ДС 999.066.02 на базе ФБУ «Российский федеральный центр судебной экспертизы при Минюсте Российской Федерации (РФЦСЭ)» и ФГАОУ ВО «Российский университет дружбы народов (РУДН)». Член редакционных советов журналов «Судебная экспертиза» и «Вестник Волгоградской академии МВД России», входящих в перечень центральных изданий, рекомендованных ВАК Министерства образования и науки Российской Федерации.